# 앙드레 시트로엥
앙드레-귀스타브 시트로엥(프랑스어: André-Gustave Citroën, 1878년 11월 2일 ~ 1935년 7월 3일)은 프랑스의 기업인으로 자동차 회사 시트로엥의 창립자였다. 그는 주로 자신의 이름을 딴 자동차를 만든 것으로 기억되나 또한 이중 나선의 기어의 발명으로도 기억되는 편이다. 제1차 세계 대전이 일어난 동안 자신의 공장의 대량 생산 능력의 이유로 프랑스 육군을 위한 탄약 제조를 위하여 특정 필수 구성 요소의 유일한 생산자가 되었다.
자동차를 대중화하는 데 그의 인정된 공헌과 유럽에서 그 대량 생산의 개척자로서에 불구하고 그는 전혀 그런 자동차의 열성가가 아니었다. 하지만 그는 자동차를 사는 데 비엘리트층들도 또한 여유가 있도록 댜량 생산을 가능하게 만들 공학 과정을 개발하는 데 흥미가 있었다. 모르 자동차 회사의 생산을 증가시킨 후, 그는 후에 자동차 제조업을 위한 자신의 전시 탄약 공장을 개조하였고, 첫 시트로엥 자동차가 1919년 조립 라인에 달렸다. 그의 회사는 대공황이 일어난 동안 파산하였고, 그것이 생존하였어도 그는 정신을 잃었다. 대량 생산을 개척하고 판매 후 서비스의 개념에 추가로 그는 또한 향상되는 직원 근무 조건과 혜택으로 크게 공헌하였다.

## 어린 시절
파리에서 네덜란드의 유대인 다이아몬드 상인 레비 시트룬과 폴란드 바르샤바에서 온 마즈라 클라인만의 5번째이자 마지막 자식으로 태어났다. 그는 유명한 영국의 철학자 A. J. 에이어에게 관련되었다. 시트룬 가족은 1873년 암스테르담으로부터 파리로 이주하였다. 도착에서 이름에 분음 기호가 추가되어 시트룬 (네덜란드어로 레몬을 뜻함)에서 시트로엥으로 바꾸었다. 그의 부친은 앙드레가 6세 밖에 안되었을 때 자살을 하였다.

## 교육
시트로엥은 리세 루이르그랑에서 수학하여 1894년 최고 등급과 함께 졸업하였다. 이 일은 그에게 에콜 폴리테크니크로 권위있는 입학 허가를 얻었다. 그는 1898년 졸업하였으나 그의 학업 성적은 그의 모친의 사망으로부터 고통을 당하였고 그의 결과들은 비성공적이었다. 회사들이 정상 백분위수에서 그 학생들을 모집한 이래 이 일은 그의 직업 가능성들을 제한시켜 그는 공학 사관으로서 프랑스 육군에 입대하였다. 하지만 이 일은 그에게 실습적 경험을 주었고, 그는 공학자로서 빠르게 성숙해졌다. 휴가를 택한 동안 그는 제면소를 작동시키는 데 목제 기어가 자신의 주의를 잡은 폴란드에서 자신의 가족 일원들을 방문하였다. 강철 기어들이 효과적으로 향상시킬 것을 깨닫은 그는 이 개념에 일하기 시작하였고, 또한 러시아의 회사에 의하여 디자인된 강철 기어를 위하여 특허권을 얻었다. 1904년 몇몇의 친구들과 함께 이중 나선의 톱니바퀴를 생산하는 데 자신 소유의 공장을 세웠다.
시트로엥은 번창하는 제면소에서 제목 기어의 작동을 공부하였고, 자신의 휴가를 끝내고 파리로 임무에 복귀할 때 그는 이제 익명의 러시아인들에 의하여 발명된 강철 청어 가시 무늬 타입의 기어로 특허권 권리들을 보장하였다. "잉스탱, 프레르, 시트로엥 에 시"가 번영하여 매우 곧 시트로엥은 프랑스의 공학에서 인정된 이름이었다. 생산 속도를 높이는 데 그는 제조 진행을 정련하여 흐름 제어를 소개하고 최신 기계를 이용하였다. 그의 방법들은 공학 기술과 생산 통제에 연루된 것 뿐만 아니었으나 좋은 근로자 관계를 유지하였다. 예를 들어 구눈 근로자 혜택의 호의에 있었고 후에 자신의 여성 근로자들을 위한 출산 휴가를 개척하였다. 그는 치과와 의료 시설들을 설립하여고, 근로자들의 체육관을 지었고 탁아소를 마련하였다. 그의 기어들은 큰 수요에 있었고 구매 계원들은 자동차들이 경주에 성공적이었던 모르스 상회 같은 자동차 제조업자들은 물론 조선가들을 포함하였고, 그의 형은 회사 의장의 딸에게 결혼하였다. 모르스로부터 몇몇의 중요한 계약들이 그들을 대표하여 시트로엥 소유의 회사가 엔진을 조립하는 것에 결과를 가져왔다. 1910년까지는 회사의 한해 거래액은 1백만 프랑이었다.

## 모르스 회사와 관계
1908년 시트로엥은 판매가 떨어지고 있었기 때문에 자신들의 생산을 증가시키려고 모르스 회사를 보조하는 데 자신 소유의 회사로부터 휴가를 택하였다. 그의 생산 기술을 응용하며 그는 모르스의 생산을 한해에 자동차의 125대에서 1,200대로 증가시켰다.
그의 소유 회사는 지속적으로 확장하여 1913년 공개되었다.

## 제1차 세계 대전
시트로엥은 아직도 상비군에서 대위였고 제1차 세계 대전이 터지면서 그는 활동적 복무로 돌아와 이번에는 포병에 복무하였다. 자신의 부대가 포탄 부족으로 반포할 수 없을 때 자신이 빠르게 인식된 것의 탄약 부족을 해결하는 데 자신의 관심을 끌 때 그의 공학 능력은 곧 유능함을 증명하였다. 그는 즉시 자신에게 계획을 이행하도록 의뢰한 포병대의 총책임자에게 증정한 포탄 제조로 자신의 대량 생산 과정을 적용시키기 위하여 계획을 고안하였다. 포탄 생산은 하루에 55,000개에 도달하였다. 이 성공 후에 그는 원료들과 함께 전체의 프랑스 탄약 공장들의 공급을 결성하는 책임이 주어졌다. 근로자들의 대부분은 여성들이었고 그 일은 시트로엥이 근로자들을 위하여 출산 후원을 개척한 이 시기에 있었다.

## 시트로엥 자동차 주식회사

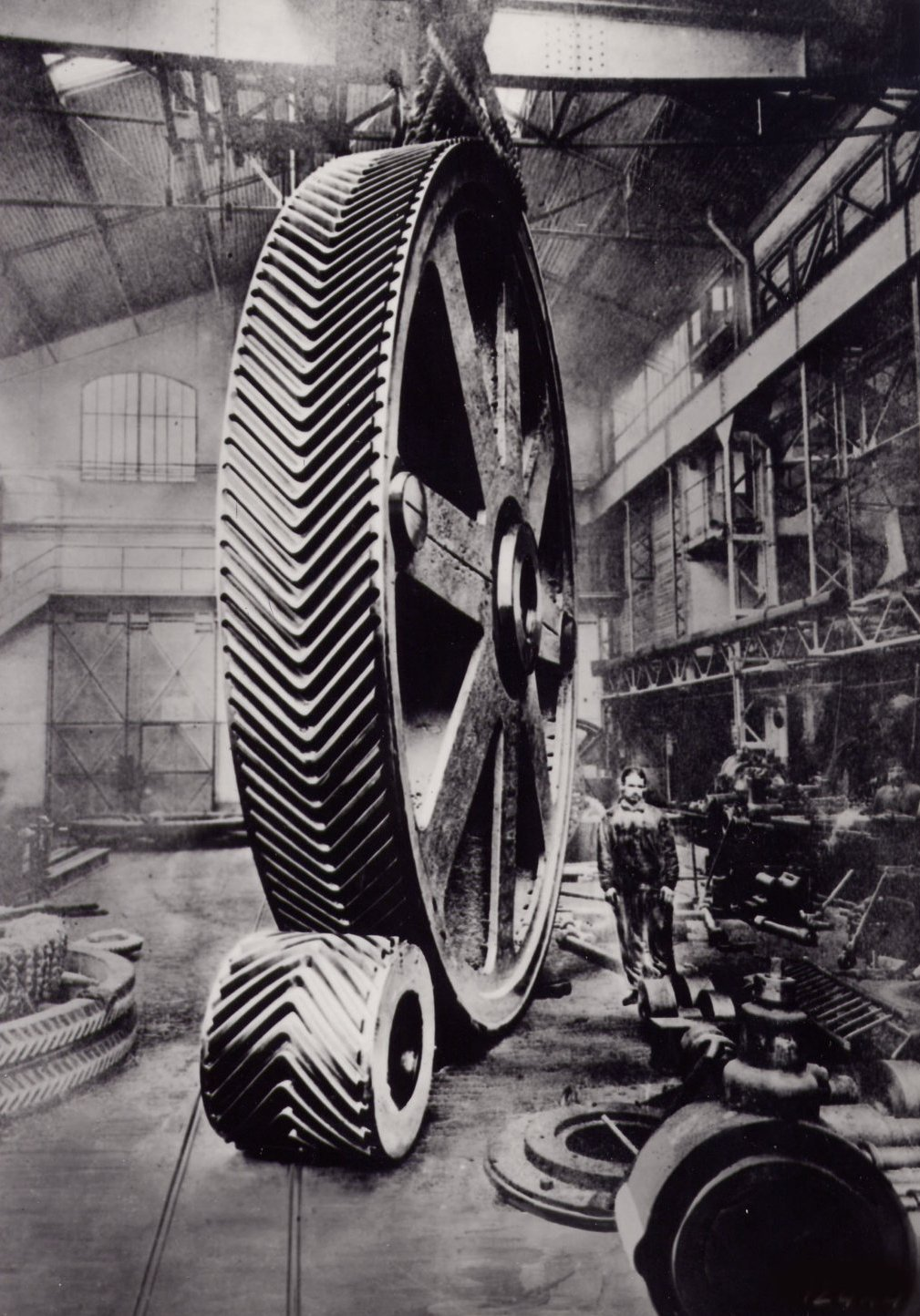
소문적으로 시트로엥 로고의 근거였던 기메와 함께 한 기어들

전쟁의 종말과 함께 시트로엥은 이미 "완비된 정도의 제조 공장"을 지속적으로 이용하는 데 자신이 궁금하면서 평화 시기의 생산으로 공장을 전향시켜야 했다. 모르스 상사와 그의 초기 경험과 헨리 포드와 만나는 기회는 자동차 생산은 매력적인 모험적 사업이었다고 제안하여 1919년 그는 자신의 존재하는 탄약 공장을 전화시켜 시트로엥 자동차 회사를 창립하였다. 그의 목적은 작고, 저렴한 자동차를 대량 생산하는 것이었다. 자동차 산업에서 그의 산업과 기업적 품질은 자신이 확실히 감탄한 유럽의 헨리 포드로 그를 연결하였다. 그는 또한 자신의 생산품들을 흥행하는 데 대중 홍보를 이용하였고, 한번 에펠탑에 자신의 이름과 로고가 비추어졌다. 새로운 시트로엥 공잔들이 건설되었고, 그의 상회는 프랑스에서 가장 큰 자동차 제조업 회사들 중의 하나가 되었다. 그는 본체들을 디자인하지 않았으나 미국의 공학자 에드워드 G. 버드와 계약하였다. 1928년 그들의 협동은 첫 전강철 자동차의 본체에 결과를 가져왔다. 대공황이 일어난 동안 잠식하는 데 거부한 시트로엥은 그 시간의 단 하나의 전륜 구동 자동차 "트락티옹 아방" (1934년)을 소개하였다.
불행하게도 아방이 매우 인기있는 것으로 증명했기 때문에 시트로엥은 1934년 파산하였고 법적으로 퇴직해야 하였다. 관리는 가장 큰 신용 대부 미쉐린 주식회사에게 갔다. 대공황이 회사의 재정적 문제들의 주요 원인이었던 동안 "화려한 옷차림"으로 알려진 시트로엥은 또한 주요 요인이었던 도박 중독에 걸리기도 하였다. 당시 타임 기사는 즉시 받아들일 수 없게 된 말 - "모두가 프랑스의 포드로 부르는 화려한 유대인"으로서 그를 묘사하였다. 기사는 또한 그가 창립한 회사의 관리를 잃는 것보다 차라리 자살하는 데 위협하였다고 언급하였다. 그의 호화스러운 생활 스타일은 그를 잡단 난들의 주제로 만들었다. 발파토에 의하면 새로운 기계들이 더욱 효과가 있던 것을 그가 확신시킨 시트로엥의 기계들의 지속적인 교체가 또한 회사에 재정적 부담을 놓았다.

## 다른 흥미들
시트로엥은 1931년 ~ 32년 비단길을 따라 베이루트에서 베이징까지, 그리고 1922년 사하라 사막을 가로질러 팀북투로 원정에 자동차에 의하여 8,000 마일 (13,000km)을 여행한 자를 포함하여 다양한 과학적 원정에 자금을 지원하였다. 에투알 개선문과 콩코드 광장의 조명은 시트로엥으로부터 파리 시에 선물들이었다. 그런 자동차의 열광자가 전혀 아니었던 그는 실제로 열린 길에 자동차를 모는 것을 싫어하였다. 시트로엥은 또한 미니카들을 제조하는 장난감 공장을 설립하여 자신의 자식들에게 전자 전원 장난감을 주었다.

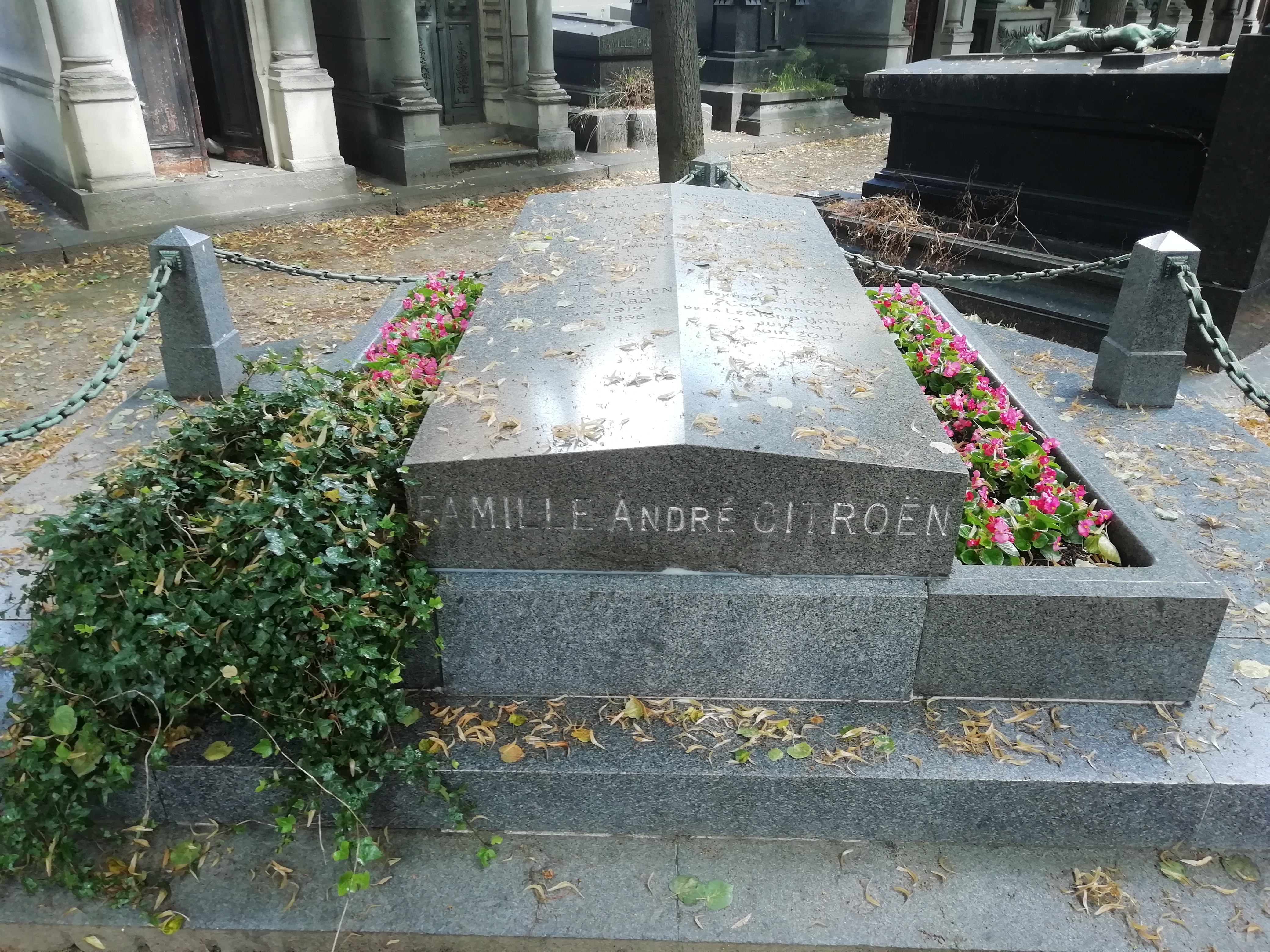
파리 몽파르나스 묘지에 있는 시트로엥의 묘비

## 사망
1935년 7월 3일 시트로엥은 위암으로 사망하여 파리의 몽파르나스 묘지에 안치되었다.

## 유산
1992년 파리에서 앙드레 시트로엥 공원이 그의 이름을 땄다. 1998년 그는 미국 미시간주 디어본에 있는 자동차 명예의 전당으로 헌액되었다.
시트로엥 자동차, 특히 국민의 자동차로서의 지속된 인기는 지속적인 유산을 나타낸다. 폴크스바겐 같은 "2CV" (1948년)는 국민의 자동차로 그리고 도로에 전국을 놓는 데 디자인되었다. 1970년대에 그 것은 상향 이동 중에 도상적인 현상을 얻었다. 소유물은 일종의 반속물 상징이 되었다. 직원 혜택을 위한 그의 근심은 또한 정통적으로 산업 근로자들을 위한 근무 상태에서 향상으로 공헌하였고, 전쟁 이후의 재건의 일부로서 소개되었던 식품 카드 시스템에 영감을 주었다고 말해졌다. 오언 (1975년)은 "그의 파산과 1935년 그의 초기 사망은 현재 시트로앵 자동차들마저 그들의 원래 창조자들로부터 상속된 대부분의 다른 상회들의 것들보다 시트로엥 자동차들이 그에게 훨씬 더 빚진 비상한 방향 같은 것에서 성공적인 차지와 합병들을 통하여 살아 온 그 개발 - 아직 그의 아이디어, 태도와 영향력들에 중요한 단계에서 그가 지은 회사로부터 그를 가져갔다."고 말하였다. 특히 시트로엥은 자동차의 세상 안에서 특정 기능에 많은 시트로엥 생산품들을 득특하게 지속적으로 만든 공학 문제들의 해결에서 가장 많은 다른 기술 혁신의 전통을 시작하였다. 그는 또한 서비스를 파는 조건에 자동차들을 파는 것을 보았고, 보증서들과 판매 후 서비스를 개척하였다. 노동 복지를 위한 시트로엥의 근심은 그가 돈을 만드는 데 확실히 흥미를 가졌던 동안 후자가 또한 이익이 될 것으로부터 소유자들과 노동 사이에 협동의 타입으로서 소유자의 이익에만 관한 것이지만 그 과정을 본 제조업을 여기지 않았다.